# 興隆 (大字)
興隆，是臺灣苗栗縣頭份市的一個傳統地域名稱，位於該市北部偏東。相較於今日行政區，其範圍大致包括興隆里、上埔里。

## 歷史
台灣清治末期至日治初期，興隆地區為一街庄，稱為「興隆庄」，隸屬於竹南一堡。該庄西北與大埔庄為鄰，北與寶斗仁庄為鄰，東與珊珠湖庄為鄰，南邊為斗換坪庄，西南邊為頭份庄，西邊為蟠桃庄。
1901年（日治明治三十四年）11月，全台廢縣廳改設二十廳，該庄隸屬於新竹廳。1909年（明治四十二年）10月，合併二十廳為十二廳，該庄隸屬不變。1920年（大正九年），廢十二廳改設五州二廳，該庄改制為「興隆」大字，隸屬於新竹州竹南郡頭分庄，大字下有「興隆」、「上埔」小字名。1940年6月，頭分庄升格為頭分街。
戰後頭分街改制並改名為頭份鎮，隸屬於新竹縣，大字亦改制為里。1950年桃、竹、苗分治，頭份鎮改隸屬於苗栗縣。2015年10月，因人口超過10萬，頭份鎮升格為頭份市。

## 聚落
本地區發展較早的聚落有上埔、佛仔底（崎仔頭）、興隆、濫興（湳湖）、細坪仔（下坪）、糞箕湖等，在日治期初期的官方地圖上已有記載。此外，本地區尚有吊神牌、坪頂、沙埔、赤崎下、上坪、興隆社區、國泰新村等聚落。

## 交通
國道1號又稱「中山高速公路」，是台灣西部兩條縱向高速公路之一，大致以縱向轉北北東－南南西走向蜿蜒經過本地區西北部，西南邊界外側縣道124甲線交會口設有頭份交流道，由此進入可快速前往台灣西部各地。
省道台1線又稱「縱貫公路」，是台北至屏東楓港的傳統平面幹道，大致以北北西—南南東走向轉東北東—西南西走向蜿蜒經過本地區西北端一小部分，向北北西可前往香山、新竹、竹北等地，向西南西轉西南可前往頭份市區、後龍、通霄、苑裡等地。
鄉道苗2線（興埔街）是崎頂海水浴場至水流東的道路，也是本地區北部的橫向連絡道路，大致以縱向轉東南東再轉東北東蜿蜒經過本地區北部。由該道路向北轉西可前往大埔、崎頂並止於崎頂海水浴場，向東北東可前往水流東並止於區道苗2-3線路口。
鄉道苗7線（興隆路、興隆路一段）是頭份至坪頂的道路，也是本地區東北—西南走向的連絡道路，其東北側端點位於本地區東北部大坪聚落的區道苗2線路口。由此向西南轉西再轉西南蜿蜒而行，出境後可前往頭份市區東北郊並止於縣道124號路口。
新竹縣鄉道竹85線（深井路）是深井村至南坑的道路，也是本地區與北鄰寶斗仁的邊界道路，大致以北北東—南南西走向到達邊界後，轉東南再轉東北沿邊界蜿蜒而行後出境。由該道路在本地區西側端點向北北東可前往深井並止於鄉道竹84線，由東側端點向東北轉北可前往南坑西側並止於鄉道竹47線。

## 學校
- 興華高中（部分）
- 僑善國小（大部分）

## 廟宇
- 頭份石觀音寺
- 賽夏五福龍神宮